# ターシノコッカス・フェニシス
ターシノコッカス・フェニシス (Tersicoccus phoenicis) とは、アクチノマイセス目マイクロコッカス科に属する放線菌の1種。ターシノコッカス属のタイプ種。

## 発見
ターシノコッカス・フェニシスが発見されている場所は地球で2か所のみである。それはアメリカ航空宇宙局のケネディ宇宙センター、およびフランス国立宇宙研究センターのギアナ宇宙センターにあるクリーンルーム内である。初めて発見されたのはケネディ宇宙センターであり、2007年に火星探査機のフェニックスが打ち上げを控え、クリーンルーム内の微生物検査を行っていた床から発見された。続いて、2009年に欧州宇宙機関がハーシェル宇宙望遠鏡の打ち上げを控えていた際に発見した。その後の調査で、ケネディ宇宙センターの1P05MA株とギアナ宇宙センターのKO_PS43株は同一の種であり、しかも既知の生物とはわずかながら異なる性質を持つことから、新属新種に分類できることが分かった。2013年に、この生物は2つの株を根拠に Tersicoccus 属 、1P05MA株をタイプ株として Tersicoccus phoenicis と命名された。属名はラテン語でクリーンを意味する "Tersi" と球菌を意味する "coccus" から、種小名は最初に発見されたクリーンルームにあった探査機フェニックスにちなむ。

## 特性
ターシノコッカス・フェニシスは、学名の由来である大きさ1μmほどの球形をしている。胞子は形成せず、好気性、非運動性、グラム陽性の細菌である。複数の栄養環境で培養が可能であり、環境に応じて異なる酵素を生成する。
ターシノコッカス・フェニシスは、同じマイクロコッカス科に属するアルスロバクター属 (Arthrobacter) と非常に類似している。A. crystallopoietes 、A. luteolus 、A. tumbae 、A. subterraneus の4種との遺伝子の比較では96.7%未満という高い一致率を示した。しかし、アルスロバクター属は A. agilis を除いて、生活環の途中で棒状の形態となるのが共通してみられるが、ターシノコッカス・フェニシスは生涯球形を維持した。また、細胞壁の分子構造はアルスロバクター属とは全く異なる形質であった。この特徴が新属新種の根拠となった。
ターシノコッカス・フェニシスが発見された2か所のクリーンルームは約4000kmも離れた地点にある。一方で、自然界においてターシノコッカス・フェニシスは発見されていない。ジェット推進研究所の Parag Vaishampayan が「そこは地球上で最もクリーンな場所です。」と述べるように、この2か所のクリーンルームは非常に清潔に保たれている。室内に入る空気はフィルターで濾過された後に、ほぼ全ての生物が死滅するのに十分な温度まで加熱されている。また水分は除去されている。床は専用の洗浄剤で消毒されており、表面はアルコールと過酸化水素水で洗浄されている他、紫外線照射も行われている。立ち入る人は全身を防護服に包んだ上で、靴底は粘着テープを踏むことで、残りの部分はエアシャワーによってゴミを除去してから入室している。またこのために、非常に栄養に乏しい環境である。このため、ターシノコッカス・フェニシスはこのような普通の生物では死滅してしまうような環境においても生存する頑丈さを持っているが、逆に他の生物との競争には弱く、自然界においては生存しても、繁殖において優勢な地位を獲得する立場にないと考えられている。クリーンルームにおいて発見されたのは、自然界ではあまりに数が少なくて発見が困難であるが、クリーンルームのような競争相手がいない環境で優勢を獲得し、繁殖した結果ではないかと考えられている。

## 意義
特に地球外の天体に着陸や墜落する可能性のある宇宙探査機は、地球の生物によって天体を汚染しないために、生物の除去が行われている。しかし、ターシノコッカス・フェニシスがクリーンルーム内で見つかったことで、今まで十分と思われていた滅菌処理が不十分である可能性を示している。また、すでに地球の生物によって他の天体が汚染されている可能性もある。クリーンルームにおいて生存できる事は、宇宙空間においても十分生存する可能性を示すからである。